# Aeroportul Virac
Aeroportul Virac (IATA: VRC, ICAO: RPUV) este un aeroport din Bicol Region⁠(d), Luzon⁠(d), Filipine ce deservește zona Virac⁠(d). Aeroportul a fost tranzitat în 2022 de 56.529 de pasageri. A fost numit după zona deservită.
Situat la o altitudine de 37 m, aeroportul dispune de o singură pistă. Este operat de Civil Aviation Authority of the Philippines⁠(d).